# Camptort
Pour les articles homonymes, voir Camptort (homonymie).
Camptort est une ancienne commune française du département des Pyrénées-Atlantiques. Le 12 mai 1841, la commune fusionne avec Ogenne pour former la nouvelle commune de Ogenne-Camptort.

## Géographie
Camptort est un village du Béarn, situé à dix kilomètres au sud de Lacq.

## Toponymie
Le toponyme Camptort apparaît sous les formes 
Campus tortus (1235, réformation de Béarn), 
Cam-tort (1385, censier de Béarn), 
Quamptort (vers 1540, réformation de Béarn), 
Sanctus Stephanus de Camptort (1674, insinuations du diocèse d'Oloron),  
Cantor (1755, terrier de Maslacq) et 
Camptor (1793 ou an II).

## Histoire
Paul Raymond note qu'en 1385 Camptort dépendait du bailliage de Navarrenx et que Camptort comptait huit feux.

## Démographie
| 1793 | 1800 | 1806 | 1821 | 1831 | 1836 |
| ---- | ---- | ---- | ---- | ---- | ---- |
| 121  | 107  | -    | 148  | 154  | 139  |

## Pour approfondir